# The Best of Big Bang 2006-2014
The Best of Big Bang 2006-2014 é a sexta coletânea japonesa lançada pelo grupo sul-coreano Big Bang, através da YGEX em 26 de novembro de 2014. O lançamento do álbum atingiu o topo das paradas japonesas Billboard Japan Top Albums Sales e Oricon Albums Chart, suas vendas de mais de cem mil cópias, levou The Best of Big Bang 2006-2014 a receber a certificação ouro pela Associação da Indústria de Gravação do Japão. 

## Lançamento
The Best of Big Bang 2006-2014 foi lançado a fim de celebrar o quinto aniversário do Big Bang no Japão e sua turnê Japan Dome Tour "X" que iniciou-se em 15 de novembro de 2014. Sua lista de faixas contém cinquenta canções lançadas pelo grupo desde sua estreia em 2006 até o ano de 2014. O álbum foi comercializado em ambos os formatos digital e físico, onde neste último, possui duas versões: 3CDs e 3CDs+2DVDs.

## Lista de faixas
| The Best of Big Bang 2006-2014 – CD: Disco 1 |                                                          |                                        |                         |         |  |
| N.º                                          | Título                                                   | Letras                                 | Do álbum                | Duração |  |
| 1.                                           | "My Heaven"                                              | G-Dragon, Shoko Fujibayashi, Komu      | Big Bang                | 3:52    |  |
| 2.                                           | "Gara Gara Go!!" (ガラガラ GO!!)                         | Big-Ron, Shion, Ricci, Yug Japan       | Big Bang                | 3:19    |  |
| 3.                                           | "Baby Baby" (versão japonesa)                            | G-Dragon, Emi K.Lynn                   | Big Bang                | 3:52    |  |
| 4.                                           | "Always" (versão japonesa)                               | Teddy Park, G-Dragon, Rina Moon        | Big Bang                | 3:55    |  |
| 5.                                           | "Koe wo Kikasete" (声をきかせて; Let Me Hear Your Voice) | Yamamoto Narumi, Robin                 | Big Bang 2              | 4:15    |  |
| 6.                                           | "Tell Me Goodbye"                                        | Shoko Fujibayashi, Perry               | Big Bang 2              | 4:06    |  |
| 7.                                           | "Beautiful Hangover"                                     | G-Dragon, Shikata, iNozzi, Perry       | Big Bang 2              | 3:46    |  |
| 8.                                           | "Hands Up"                                               | G-Dragon, Kitayama Moss                | Big Bang 2              | 3:59    |  |
| 9.                                           | "Tonight"                                                | G-Dragon, T.O.P                        | Big Bang 2              | 3:40    |  |
| 10.                                          | "Ms.Liar"                                                | Perry, G-Dragon, PK, Shikata, iNozzi   | Big Bang 2              | 3:52    |  |
| 11.                                          | "Haru Haru" (versão japonesa)                            | G-Dragon                               | Alive -Monster Edition- | 4:17    |  |
| 12.                                          | "Fantastic Baby"                                         | G-Dragon, T.O.P, Verbal                | Alive                   | 3:53    |  |
| 13.                                          | "Blue"                                                   | G-Dragon, Teddy Park, T.O.P, Sunny Boy | Alive                   | 3:54    |  |
| 14.                                          | "Feeling"                                                | G-Dragon, T.O.P, Sunny Boy             | Alive -Monster Edition- | 3:33    |  |
| 15.                                          | "Bad Boy"                                                | G-Dragon, T.O.P, Sunny Boy             | Alive                   | 3:58    |  |
| 16.                                          | "Ego"                                                    | G-Dragon, T.O.P, Sunny Boy             | Alive                   | 3:25    |  |
| 17.                                          | "Monster"                                                | G-Dragon, T.O.P, Sunny Boy             | Alive -Monster Edition- | 4:38    |  |
| Duração total:                               | Duração total:                                           | Duração total:                         | Duração total:          | 66:14   |  |

| The Best of Big Bang 2006-2014 – CD: Disco 2 |                                                  |                                        |                                            |         |  |
| N.º                                          | Título                                           | Letras                                 | Do álbum                                   | Duração |  |
| 1.                                           | "Oh Yeah" (GD&TOP com participação de Park Bom)  | G-Dragon, T.O.P, Teddy Park            | GD&TOP                                     | 3:17    |  |
| 2.                                           | "High High" (GD&TOP)                             | G-Dragon, T.O.P, Teddy Park            | GD&TOP                                     | 3:08    |  |
| 3.                                           | "That Guy" (Anna Yatsu; あんなヤツ) (G-Dragon)   | G-Dragon, Teddy Park, Verbal           | Coup d'Etat + One of a Kind & Heartbreaker | 3:20    |  |
| 4.                                           | "Crooked" (G-Dragon)                             | G-Dragon, Teddy Park, Verbal           | Coup d'Etat + One of a Kind & Heartbreaker | 3:45    |  |
| 5.                                           | "Who You?" (G-Dragon)                            | G-Dragon, Verbal                       | Coup d'Etat + One of a Kind & Heartbreaker | 3:21    |  |
| 6.                                           | "Turn It Up" (T.O.P)                             | T.O.P                                  | GD&TOP                                     | 3:32    |  |
| 7.                                           | "Doom Dada" (T.O.P)                              | T.O.P                                  | Single digital                             | 3:35    |  |
| 8.                                           | "Eyes, Nose, Lips" (Taeyang "Sol")               | Teddy Park, Taeyang "Sol", Emyli       | Rise + Solar & Hot                         | 3:49    |  |
| 9.                                           | "Ringa Linga" (Taeyang "Sol")                    | G-Dragon, Tokki, Sunny Boy             | Rise + Solar & Hot                         | 3:47    |  |
| 10.                                          | "1AM" (Taeyang "Sol")                            | Teddy Park, Sunny Boy                  | Rise + Solar & Hot                         | 3:11    |  |
| 11.                                          | "Wings" (versão japonesa; Daesung "D-Lite")      | G-Dragon, Daesung "D-Lite", RJ Project | D'scover                                   | 3:43    |  |
| 12.                                          | "Rainy Rainy" (Daesung "D-Lite")                 | Daesung "D-Lite", Amon Hayashi         | D'slove                                    | 4:59    |  |
| 13.                                          | "Shut Up" (Daesung "D-Lite")                     | G-Dragon, Kenn Kato                    | D'slove                                    | 3:30    |  |
| 14.                                          | "What Can I Do" (Seungri "V.I")                  | Seungri "V.I",                         | V.V.I.P                                    | 3:38    |  |
| 15.                                          | "Gotta Talk To U" (僕を見つめて) (Seungri "V.I") | Seungri "V.I", Yamamoto Chengmei       | Let’s Talk About Love                      | 3:35    |  |
| 16.                                          | "Strong Baby" (Seungri "V.I")                    | G-Dragon, Bae Jin Yeol, Sunny Boy      | Let's Talk About Love                      | 3:43    |  |
| Duração total:                               | Duração total:                                   | Duração total:                         | Duração total:                             | 57:53   |  |

| The Best of Big Bang 2006-2014 – CD: Disco 3 |                        |                                                   |                           |         |  |
| N.º                                          | Título                 | Letras                                            | Do álbum                  | Duração |  |
| 1.                                           | "We Belong Together"   | G-Dragon, T.O.P                                   | Big Bang                  | 3:58    |  |
| 2.                                           | "A Fool's Only Tears"  | G-Dragon, An Young Min                            | Big Bang Vol.1-Since 2007 | 4:03    |  |
| 3.                                           | "V.I.P"                | Big Bang                                          | Big Bang is V.I.P         | 3:04    |  |
| 4.                                           | "Big Bang (Intro)"     | G-Dragon                                          | Big Bang Vol.1-Since 2007 | 0:26    |  |
| 5.                                           | "La La La"             | Big Bang                                          | Big Bang Vol.1-Since 2007 | 3:00    |  |
| 6.                                           | "She Can`t Get Enough" | Kim Ina, G-Dragon                                 | Big Bang Vol.1-Since 2007 | 3:29    |  |
| 7.                                           | "Dirty Cash"           | 072, G-Dragon                                     | Big Bang Vol.1-Since 2007 | 3:14    |  |
| 8.                                           | "Shake It"             | G-Dragon                                          | Big Bang Vol.1-Since 2007 | 3:46    |  |
| 9.                                           | "Lies"                 | G-Dragon                                          | Always                    | 3:49    |  |
| 10.                                          | "Always"               | Teddy Park, G-Dragon                              | Always                    | 3:53    |  |
| 11.                                          | "Last Farewell"        | G-Dragon                                          | Hot Issue                 | 3:52    |  |
| 12.                                          | "Crazy Dog"            | G-Dragon                                          | Hot Issue                 | 3:40    |  |
| 13.                                          | "Lady"                 | G-Dragon                                          | Stand Up                  | 3:19    |  |
| 14.                                          | "Number 1"             | Jimmy Thornfeldt, Martin Hanzen, Mohombi Moupondo | Number 1                  | 3:20    |  |
| 15.                                          | "Sunset Glow"          | G-Dragon, Lee Hyung-hoon                          | Remember                  | 3:24    |  |
| 16.                                          | "Hallelujah"           | G-Dragon                                          | Iris OST                  | 3:14    |  |
| 17.                                          | "Lollipop" (com 2NE1)  | Teddy Park                                        | 2NE1                      | 3:14    |  |

| Conteúdo bônus em DVD – Edição CD+DVD: Disco 1 (Music video) |                                                                     |         |  |
| N.º                                                          | Título                                                              | Duração |  |
| 1.                                                           | "My Heaven" (Vídeo musical)                                         |         |  |
| 2.                                                           | "Gara Gara Go!!" (Vídeo musical)                                    |         |  |
| 3.                                                           | "Koe o Kikasete" (Vídeo musical)                                    |         |  |
| 4.                                                           | "Tell Me Goodbye" (Vídeo musical)                                   |         |  |
| 5.                                                           | "Beautiful Hangover" (Vídeo musical)                                |         |  |
| 6.                                                           | "Tonight" (Vídeo musical - versão japonesa)                         |         |  |
| 7.                                                           | "Fantastic Baby" (Vídeo musical - versão japonesa)                  |         |  |
| 8.                                                           | "Blue" (Vídeo musical - versão japonesa)                            |         |  |
| 9.                                                           | "Bad Boy" (Vídeo musical - versão japonesa)                         |         |  |
| 10.                                                          | "Monster - versão japonesa" (Vídeo musical)                         |         |  |
| 11.                                                          | "Oh Yeah - versão japonesa" (Vídeo musical de GD&TOP)               |         |  |
| 12.                                                          | "Crooked" (Vídeo musical de G-Dragon, versão japonesa)              |         |  |
| 13.                                                          | "Who You?" (Vídeo musical de G-Dragon, versão japonesa)             |         |  |
| 14.                                                          | "Turn It Up" (Vídeo musical de T.O.P)                               |         |  |
| 15.                                                          | "Doom Dada" (Vídeo musical de T.O.P)                                |         |  |
| 16.                                                          | "Ringa Linga" (Vídeo musical de Taeyang "Sol", versão japonesa)     |         |  |
| 17.                                                          | "1AM" (Vídeo musical de Taeyang "Sol", versão japonesa)             |         |  |
| 18.                                                          | "Wings" (Vídeo musical de Daesung "D-Lite", versão japonesa)        |         |  |
| 19.                                                          | "Shut Up" (Vídeo musical de Daesung "D-Lite")                       |         |  |
| 20.                                                          | "Gotta Talk To U" (Vídeo musical de Seungri "V.I", versão japonesa) |         |  |
| 21.                                                          | "Strong Baby" (Vídeo musical de V.I)                                |         |  |
| 22.                                                          | "We Belong Together" (Vídeo musical de GD&TOP)                      |         |  |
| 23.                                                          | "A Fool’s Only Tears" (Vídeo musical)                               |         |  |
| 24.                                                          | "La La La" (Vídeo musical)                                          |         |  |
| 25.                                                          | "Dirty Cash" (Vídeo musical)                                        |         |  |
| 26.                                                          | "Lies" (Vídeo musical)                                              |         |  |
| 27.                                                          | "Always" (Vídeo musical)                                            |         |  |
| 28.                                                          | "Last Farewell" (Vídeo musical)                                     |         |  |
| 29.                                                          | "Haru Haru" (Vídeo musical)                                         |         |  |
| 30.                                                          | "Number 1" (Vídeo musical)                                          |         |  |
| 31.                                                          | "Sunset Glow" (Vídeo musical)                                       |         |  |
| 32.                                                          | "Lollipop" (Vídeo musical de BIGBANG & 2NE1)                        |         |  |

| Conteúdo bônus em DVD – Edição CD+DVD: Disco 2 (a-nation stadium festival 2014) |                                                  |         |  |
| N.º                                                                             | Título                                           | Duração |  |
| 1.                                                                              | "Tonight" (Apresentação ao vivo)                 |         |  |
| 2.                                                                              | "Hands Up" (Apresentação ao vivo)                |         |  |
| 3.                                                                              | "Fantastic Baby" (Apresentação ao vivo)          |         |  |
| 4.                                                                              | "Feeling" (Apresentação ao vivo)                 |         |  |
| 5.                                                                              | "Gara Gara Go!!" (Apresentação ao vivo)          |         |  |
| 6.                                                                              | "Haru Haru" (Apresentação ao vivo)               |         |  |
| 7.                                                                              | "Bad Boy" (Apresentação ao vivo)                 |         |  |
| 8.                                                                              | "Koe wo Kikasete" (Apresentação ao vivo)         |         |  |
| 9.                                                                              | "My Heaven" (Apresentação ao vivo)               |         |  |
| 10.                                                                             | "Fantastic Baby (encore)" (Apresentação ao vivo) |         |  |

Notas
- Toas as canções do CD 1 e CD2 apresentam-se em língua japonesa, sua exceção é as canções "Turn It Up" e "Doom Dada" de T.O.P, presentes no segundo disco, que encontram-se em sua versão original em língua coreana.
- A canção "Number 1" presente no CD 3 é a única faixa em língua inglesa, o restante das canções do terceiro disco, encontram-se em sua versão original em língua coreana.

## Desempenho nas paradas musicais
Após o lançamento de The Best of Big Bang 2006-2014 no Japão, o álbum estreou em número um na Billboard Japan Top Albums Sales. Semelhantemente ao desempenho obtido na parada da Oricon, onde o álbum liderou a parada diária da Oricon Albums Chart, obtendo vendas de 93,226 mil cópias. Mais tarde, The Best of Big Bang 2006-2014 adquiriu também a liderança de sua respectiva parada semanal com vendagem de 120 mil cópias, tornando-se na ocasião, a melhor primeira semana de vendas do grupo, superando o recorde de vendas obtido pelo seu terceiro álbum de estúdio japonês, Big Bang 2 de 2011, com vendagem de 65 mil cópias.
Durante o ano de 2016, The Best of Big Bang 2006-2014 posicionou-se em seu pico de número 25 nas paradas semanais da Billboard Japan Hot Albums em 14 de março e na Oricon Digital Sales em 19 de dezembro.
| Paradas (2014)                           | Melhor posição |
| ---------------------------------------- | -------------- |
| Japão (Billboard Japan Top Albums Sales) | 1              |
| Japão (Oricon Daily Albums Chart)        | 1              |
| Japão (Oricon Weekly Albums Chart)       | 1              |

| Parada (2014)                            | Melhor posição |
| ---------------------------------------- | -------------- |
| Japão (Oricon Yearly Albums Chart)       | 32             |
| Paradas (2015)                           | Melhor posição |
| Japão (Billboard Japan Top Albums Sales) | 38             |
| Japão (Oricon Yearly Albums Chart)       | 85             |

### Certificações
| País  | Provedor | Certificação | Vendas   |
| ----- | -------- | ------------ | -------- |
| Japão | RIAJ     | Ouro         | 100,000+ |

## Histórico de lançamento
| Região | Data                   | Formato                            | Gravadora |
| ------ | ---------------------- | ---------------------------------- | --------- |
| Japão  | 26 de novembro de 2014 | CD triplo CD+ DVD download digital | YGEX      |